# غرباء في الليل (أغنية)
غرباء في الليل (بالإنجليزية: Strangers in the Night)‏ أغنية من ألحان بيرت كايمفيرت وكلمات إنجليزية لتشارلز سينجلتون وإدي سنايدر. استخدمها كايمفيرت في الأصل تحت عنوان «بيدي باي Beddy Bye» كجزء من الموسيقى التصويرية لفيلم «يمكن أن يُقتل الرجل A Man Could Get Killed».
اشتهرت الأغنية في عام 1966 بصوت فرانك سيناترا، على الرغم من أنها أعطيت في البداية لميلينا ميركوري، التي اعتقدت أن غناء الرجل يناسب اللحن بشكل أفضل وبالتالي رفضت غنائها. كانت الأغنية الرئيسية لألبوم فرانك سيناترا لعام 1966 الذي يحمل نفس العنوان، والذي أصبح أكثر ألبوماته نجاحًا تجاريًا. وصلت الأغنية أيضًا إلى المركز الأول على قوائم الأغاني الفردية في المملكة المتحدة. صعدت الأغنية إلى المركز الأولى في كل الهوت بيلبورد 100، وقائمة الاستماع السهل Easy Listening chart.
فازت «غرباء في الليل» نسخة سيناترا بجائزة جرامي لأفضل أداء صوتي للرجال وجائزة جرامي لأفضل أداء صوتي للعام، بالإضافة إلى جائزة جرامي لأفضل توزيع موسيقي يرافقه مغني أو عازف لإرني فريمان في حفل توزيع جوائز جرامي عام 1967.

## صراع على الأغنية
من هو أفو يوفيزيان
أفو يوفيزيان (1926 – 2017) هو صانع سيجار أرميني أمريكي وعازف بيانو وموسيقى الجاز، تحدث في لقاء صحفي مشيرًا إلى أنه قام في الأصل بتأليف أغنية «غرباء في الليل» لفرانك سيناترا أثناء وجوده في نيويورك بناءً على طلب صديق مشترك أراد تقديم الاثنين. قام بكتابة اللحن الذي وضع بعده شخص آخر كلمات الأغنية وكانت الأغنية في الأصل بعنوان «جيتار مكسور»، قدم الأغنية إلى سيناترا بعد أسبوع، لكن سيناترا لم تعجبه كلمات الأغاني، لذلك أعيدت كتابتها وأعيدت تسمية الأغنية وأصبحت تعرف باسم «غرباء في الليل». عندما سُئل عن سبب ادعاء كايمفيرت بتلحين الأغنية، قال ان كايمفيرت كان صديقًا له ومشارك له في الصناعة، فقد طلب منه نشر نسخة ألمانية من هذه الأغنية في ألمانيا حتى يتمكن الاثنان من تقسيم الأرباح، لان يوفيزيان لم يشعر أنه سيحصل على مكسب مادي مقابل عمله في الأغنية في الولايات المتحدة. صرح أنه عندما أعطى الموسيقى إلى كايمفيرت تمت إعادة تسمية الأغنية بالفعل ومراجعة كلمات الأغاني، كما ذكر ان كايمفيرت أعطاه خطابًا يعترف فيه بأن يوفيزيان هو الملحن.
أكد الملحن الفرنسي ميشيل فيليب جيرار (المعروف أكثر باسم فيليب جيرار) في عام 1967، أن لحن «غرباء في الليل» استند إلى معزوفته الموسيقية «ماجيك تانجو Magic Tango»، التي نُشرت في عام 1953، وهكذا تم تجميد حقوق ملكية الأغنية إلى أن أصدرت محكمة في باريس في عام 1971 حكمًا ضد الانتحال، مشيرة إلى أن العديد من الأغاني كانت تستند إلى عوامل ثابتة مماثلة.

## نسخ أخرى للأغنية
قام عدد كبير من الفنانين (314 فنان) بإصدار نسخ من الأغنية بأصواتهم باللغة الإنجليزية أو لغات أخرى كان من أشهرهم: بيتيولا كلارك – داليدا – خوليو اجليسياس – برندا لي – كوني فرانسيس – باري مانيلو – آل مارتينو – جوني ماثيوس – بيت ميدلر – مينا – أندي ويليامز – جوزيه فليسيانو.

## كلمات الأغنية
غرباء في الليل يتبادلون النظرات Strangers in the night exchanging glances
أتساءل في الليل ما هي الفرص Wondering in the night what were the chances
هل سنشارك الحب قبل انتهاء الليل We'd be sharing love before the night was through
كان هناك شيء ما في عينيك جذاب للغاية Something in your eyes was so inviting
كان هناك شيء في ابتسامتك مثير للغاية Something in your smile was so exciting
قال لي شيء في قلبي أنه يجب أن أحصل عليك Something in my heart told me I must have you
غرباء في الليل Strangers in the night
شخصان وحيدان، كنا غرباء في الليل Two lonely people, we were strangers in the night
حتى اللحظة التي قلنا فيها أول «مرحبًا»، لم نعرف سوى القليل Up to the moment when we said our first hello little did we know
كان الحب على بعد لمحة، رقصة دافئة Love was just a glance away, a warm embracing dance away
ومنذ تلك الليلة أصبحنا معًا And ever since that night we've been together
عشاق من النظرة الأولى في حب إلى الأبد Lovers at first sight, in love forever
اتضح أن ذلك مناسب جدًا لغرباء الليل It turned out so right for strangers in the night

## وصلات خارجية
- غرباء في الليل (أغنية) على موقع musicbrainz
- غرباء في الليل (أغنية) على موقع songfacts
- غرباء في الليل (أغنية) على موقع allmusic